# Koninklijke Harmonie St. Cecilia Mheer

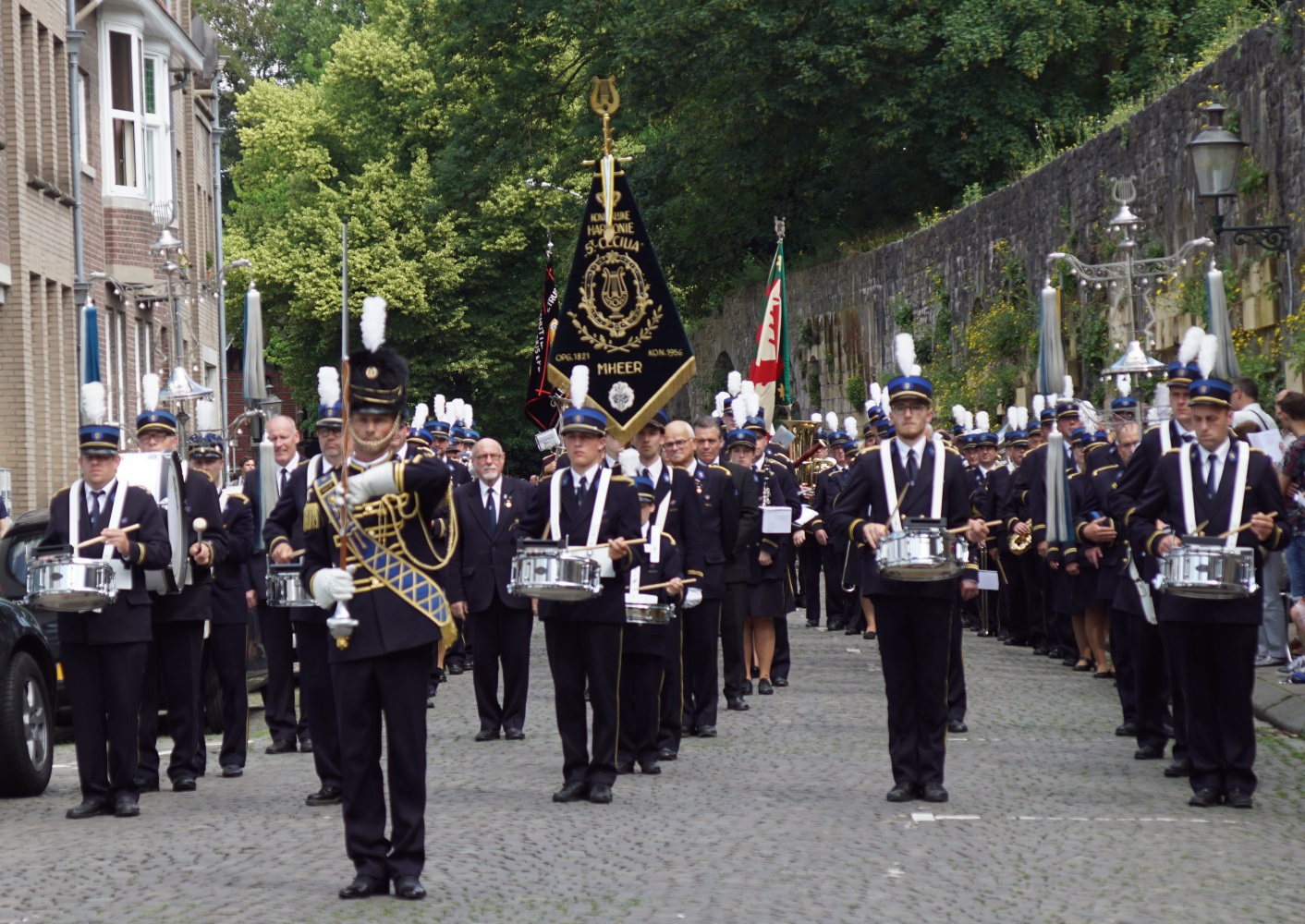
Koninklijke harmonie St. Cecilia tijdens de Heiligdomsvaart van Maastricht in juni 2018

Koninklijke Harmonie St. Cecilia Mheer is een symfonisch harmonieorkest uit Mheer (Nederlands Limburg), dat in 1821 werd opgericht en in het Guinness Book of Records staat vermeld als oudste harmonie van Nederland.

## Algemeen

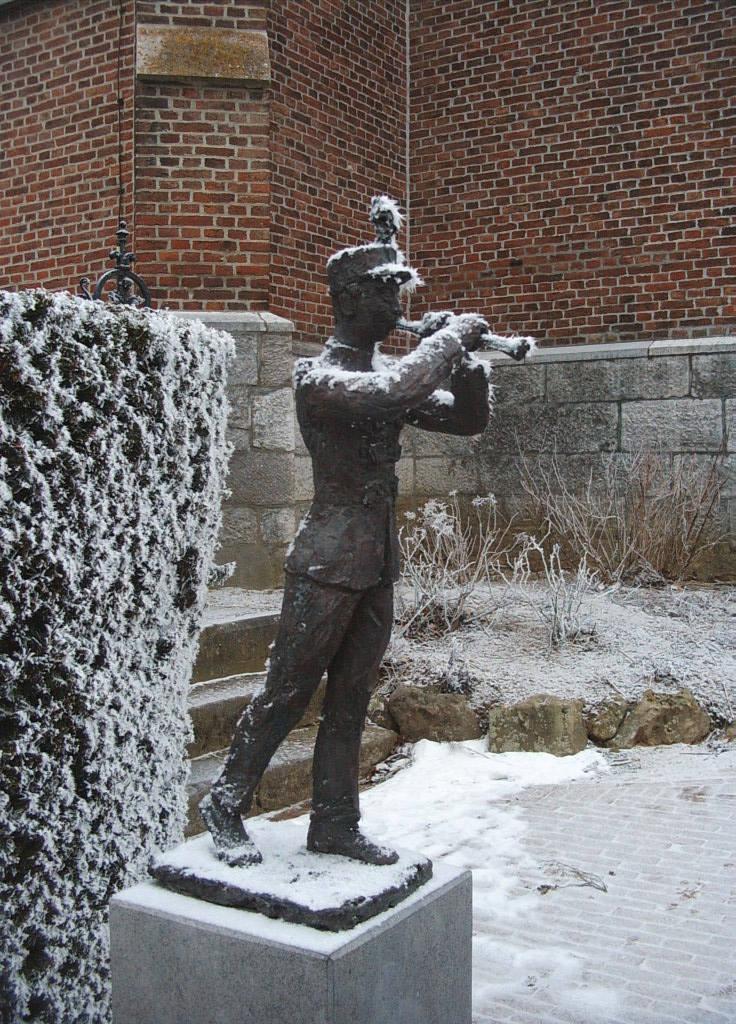
Beeld van muzikant, geplaatst n.a.v. 175-jarig jubileum in 1996 (gestolen in 2011)

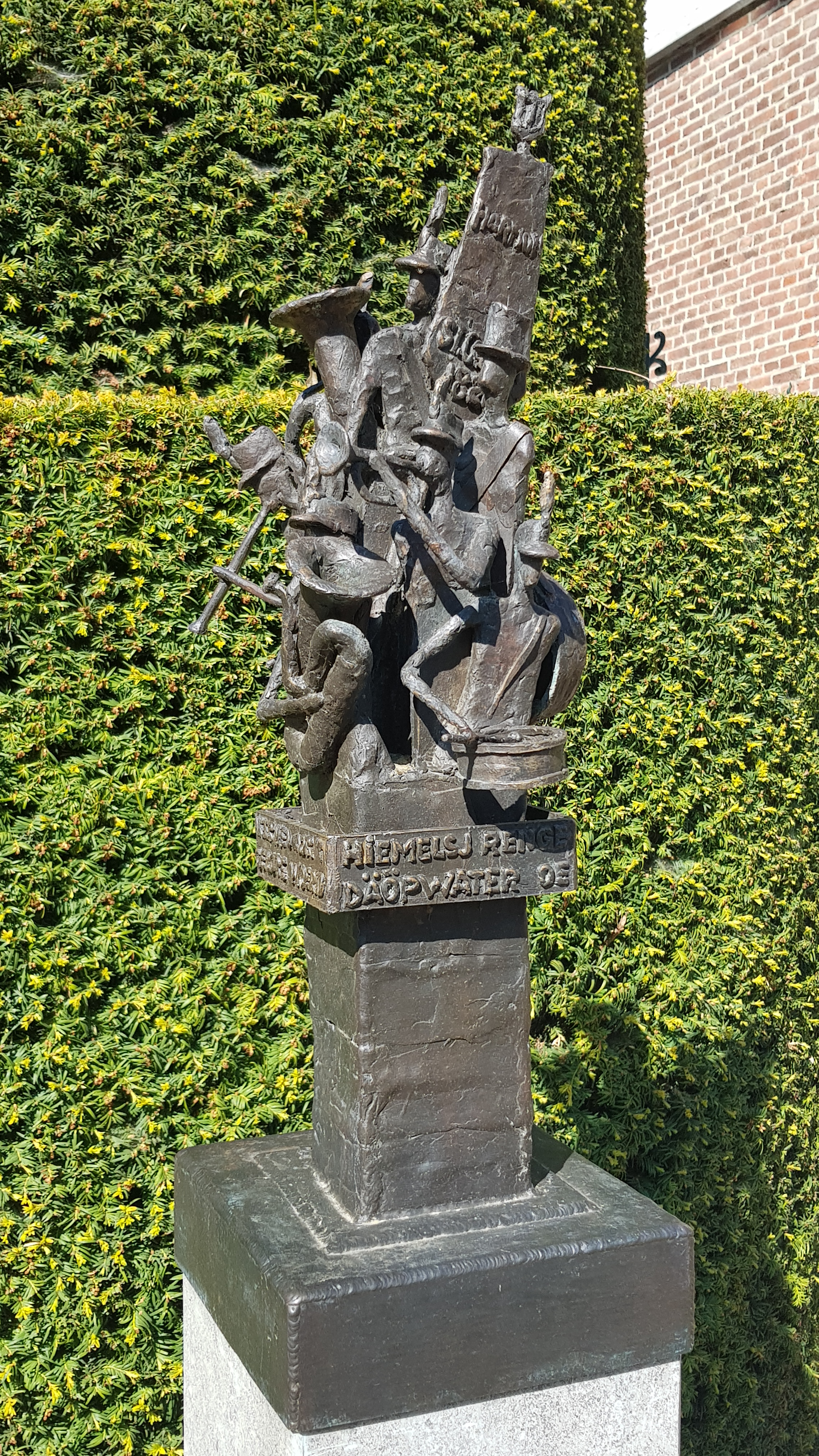
Vervangend beeld van muzikantengroep naast de kerk dat verwijst naar de oprichting

Het orkest is een traditioneel symfonisch harmonieorkest en speelt uiteenlopende stijlen van muziek. In de huidige vorm bestaat het orkest uit ongeveer 75 muzikanten. De Koninklijke Harmonie St. Cecilia Mheer komt uit in de eerste divisie.
De vereniging werd opgericht in 1821 na een woordenwisseling tussen leden van de Jonkheid van Mheer en muzikanten uit het (tegenwoordig Belgische) buurdorp Sint Martensvoeren. Vóór 1821 werd regelmatig gebruik gemaakt van muziekverenigingen uit de Belgische grensstreek voor het opluisteren van de broonk (sacramentsprocessie).
Met steun van de adellijke familie de Loë - met name Frans de Loë-Imstenraedt - konden de eerste muziekinstrumenten worden aangeschaft. Deze familie, woonachtig op kasteel Mheer, vervult sinds de oprichting het beschermheerschap van de vereniging.
Naar aanleiding van het 175-jarig jubileum in 1996 werd een bronzen beeld van een klarinettist geplaatst naast de Sint-Lambertuskerk en de oprijlaan naar het kasteel van Mheer. Ook werden tien processiemarsen (als verwijzing naar de oprichting) opgenomen en uitgebracht op cd in 1998. Het bronzen beeld werd gestolen in 2011 en een jaar later werd een nieuw beeld geplaatst van een muzikantengroep, gemaakt door Loe Wouters, met een tekst die verwijst naar de oprichting in 1821:

Hiemelsj rengewater sjloog de broonk van 1821 neer,

me waor 't däöpwater oe de harmeniej van Mhaer oet gebore woerd.

"Hemels regenwater sloeg de broonk van 1821 neer, maar was het doopwater waar de harmonie van Mheer uit geboren werd."

## Dirigenten
| Jaar              | Naam              |
| ----------------- | ----------------- |
| onbekend-ca. 1938 | "Meester Straets" |
| ca. 1830-1870     | Boulanger         |
| 1870-1872         | Kessels           |
| 1872-1874         | Defesche          |
| 1874-ca. 1900     | Benoodt           |
| ca. 1900-1904     | Schreurs          |
| 1904-1918         | G. Bendermacher   |
| 1918-1920         | H. Bastin         |
| 1920-1922         | D. de Pauw        |
| 1922-1924         | G. Bendermacher   |
| 1924-1927         | H. Bastin         |
| 1927-1928         | J. Bastin         |
| 1928-1929         | J. Dobbelstein    |
| 1929-1931         | H. Nelissen       |
| 1931-1934         | M. Wouters        |
| 1934-1938         | H. Bastin         |
| 1938-1942         | J. Bastin         |
| 1944-1966         | J. Bastin         |
| 1966-1980         | J. Joosten        |
| 1981-1982         | A. Partouns       |
| 1982-1985         | A. Schillings     |
| 1985-1988         | P. van Tilburg    |
| 1988-2018         | F. Dobbelstein    |
| 2019-heden        | B. Deckers        |